# Kunpeszér
Kunpeszér – wieś i gmina w środkowej części Węgier, w pobliżu miasta Kunszentmiklós. Miejscowość leży na obszarze Wielkiej Niziny Węgierskiej, w komitacie Bács-Kiskun, w powiecie Kunszentmiklós.
Gmina Kunpeszér liczy 641 mieszkańców (2009) i zajmuje obszar 77,55 km².